# 충주종합운동장
충주종합운동장(忠州総合運動場, Chungju Stadium)은 대한민국 충청북도 충주시에 있는 스포츠 시설이다. 천연잔디 필드와 우레탄 트랙이 갖춰져 있는 다목적 경기장으로, 2017년 전국체육대회 개최를 위해 준공되었다.

## 참고 문헌
- 〈충주종합운동장〉. 《두피디아》. 두산.
- 《전국 공공체육 시설 현황 (2017년말 기준)》. 대한민국 문화체육관광부. 2019.
- 《2019년 전국 공공체육시설 현황 (2018년말 기준)》. 대한민국 문화체육관광부. 2020.
- 《2023 전국 공공체육시설 현황 (2022년 12월말 기준)》. 대한민국 문화체육관광부. 2024.

## 같이 보기
- 충주종합운동장 보조경기장
- 충주공설운동장